# Grotta Kleine Feldhofer
La Grotta Kleine Feldhofer è un sito archeologico nella valle di Neander, nel territorio di Mettmann in Renania Settentrionale-Vestfalia; in questa grotta nel 1856 furono trovati i resti, che consistevano nella parte superiore del cranio, alcune ossa, parte dell'osso pelvico, alcune costole e ossa del braccio e della spalla, di quello che fu identificato come il primo rinvenimento relativo all'Homo neanderthalensis.